# Edwardsiella tarda
Edwardsiella tarda es una especie de bacteria gramnegativa del género Edwardsiella. Fue descrita en el año 1965, es la especie tipo. Su etimología hace referencia a lenta. Es anaerobia facultativa y móvil por flagelación perítrica. Oxidasa negativa. Debido a que algunas otras especies del mismo género se han descrito recientemente, como E. piscicida, en los estudios antiguos no se sabe a cuál de las especies pueden hacer referencia. Aun así, parece que E. tarda se relaciona más con las infecciones en humanos, y E. piscicida se asocia más a enfermedades en peces. 

## Infecciones en humanos
Puede causar tanto infecciones intestinales como extraintestinales. Se encuentra en aguas, tanto dulces como marinas. La vía de infección puede ser directamente el agua o a través de la ingestión de animales acuáticos mal cocinados. Las infecciones son raras en Estados Unidos, la mayoría de casos son en zonas tropicales y subtropicales, como en el Sudeste asiático.
La principal afección es gastroenteritis (entre un 50-80% de los casos). Aunque la diarrea acuosa autolimitante es lo más común, se pueden dar algunos casos de colitis severa.
La afectación extraintestinal más común es la infección de heridas, también relacionada con agua dulce, marina o relacionada con mordeduras de serpiente. También se puede dar el caso de bacteriemia, o de meningitis, con un 40% de tasa de letalidad. También se han notificado casos de abscesos viscerales e intraperitoneales, así como endocarditis y empiema. Un estudio de Taiwán notificó una letalidad del 23% en infecciones extraintestinales. Algunos factores de riesgo para las infecciones extraintestinales son enfermedades hepatobiliarias o diabetes.

## Patogenicidad
La patogenicidad probablemente está ligada a la producción de hemolisinas y su habilidad para invadir las células del intestino. En las primeras fases de la infección, invade y se replica en las células del intestino. En algunos casos, puede traspasar el intestino y ser fagocitada, donde puede multiplicarse y escapar al sistema inmune, llegando a causar una infección sistémica. Los factores de virulencia más importantes que presenta son los sistemas de secreción tipo III (T3SS) y tipo VI (T6SS), esenciales para la replicación y virulencia en el hospedador.
El T3SS permite a la bacteria replicarse en el interior de los fagocitos, secretando proteínas del citoplasma de la bacteria al citoplasma de la célula hospedadora. El T6SS le permite establecerse en el hospedador y causar infección sistémica grave.

## Diagnóstico y tratamiento
Se puede aislar e identificar fácilmente por MALDI-TOF. Una característica bioquímica es la producción de sulfuro de hidrógeno.
Es sensible a la mayoría de antibióticos aptos para bacterias gramnegativas. La gastroenteritis suele ser autolimitante, aunque se puede resolver con fluoroquinolonas. En el caso de sepsis severa, las opciones más seguras son fluoroquinolonas, cefalosporinas de tercera y cuarta generación, carbapanémicos y amikacina. Aunque no suelen encontrarse cepas multirresistentes, en algunos estudios han observado hasta un 90% de cepas resistentes a colistina. 